# Proletarskij (Adygeja)
Proletarskij (ros. Пролетарский) – chutor w Rosji, w Adygei, w majkopskim. W 2021 liczył 1031 mieszkańców, głównie Ormian.